# Androsace vitaliana
Espèce
Classification phylogénétique
Androsace vitaliana, en français l'Androsace de Vital ou Androsace de Vitaliano, grégorie jaune, ou primevère dorée, est une espèce de plantes à fleurs de la famille des Primulacées originaire des Alpes et des Pyrénées.

## Taxonomie
L'espèce est décrite en 1753 par Carl von Linné sous le nom de Primula vitaliana. Lapeyrouse la renomme Androsace vitaliana en 1813. 
Synonymes
Gregoria vitaliana (L.) Duby

## Description
C'est une plante herbacée vivace haute de 4 à 6 cm. Elle peut être solitaire, mais forme généralement des coussins denses.
Les fleurs jaunes, à 5 pétales et 5 étamines, sont souvent solitaires au bout d'un court pédoncule (floraison de mai à juillet).

## Répartition
L'espèce est trouvée en haute montagne en Europe, en Espagne, France, Italie, Suisse et dans une petite partie de l'Autriche.

## Habitat
Elle pousse dans les pierrailles calcaires, les pelouses rases, de 1 500 à 3 000 m.

## Statut de protection
En Espagne, l'espèce figure sur la liste rouge des plantes.